# Летіно
Летіно (італ. Letino) — муніципалітет в Італії, у регіоні Кампанія,  провінція Казерта.
Летіно розташоване на відстані близько 155 км на схід від Рима, 70 км на північ від Неаполя, 45 км на північ від Казерти.
Населення — 715 осіб (2014).

## Демографія
Населення за роками:

Станом на 1 січня 2023 року в муніципалітеті офіційно проживали 3 іноземці з 2 країн, серед них 2 громадяни країн Євросоюзу.

## Сусідні муніципалітети
- Галло-Матезе
- Прата-Санніта
- Роккамандольфі
- Сан-Грегоріо-Матезе
- Валле-Агрикола